# 진호 (후백제)
진호(眞虎, ? ~ 926년 음력 4월)는 후백제(後百濟)의 전기(電氣)
문신(文臣)이며 견훤(甄萱)의 관료(官僚)이다. 926년 고려(高麗)에 인질로 잡혀가서 죽었다.

## 가계
- 아버지 : 서산 진씨(瑞山 眞氏)
- 어머니 : 미상
  - 문신 : 진호(眞虎)